# Balao (Ecuador)
Balao es una ciudad ecuatoriana, cabecera cantonal del Cantón Balao, perteneciente a la Provincia de Guayas. Se localiza al sur de la región litoral del Ecuador, a orillas del océano Pacífico.
En el censo de 2022 tenía una población de 9.870 habitantes, lo que la convierte en la octogésima cuarta ciudad más poblada del país. Las actividades principales económicas de la ciudad son: la pesca, el comercio y la industria camaronera.

## Toponimia
En 1815, Balao, ya se destacaba por su producción de cacao y de frutas tropicales, así como de la explotación de madera, como el guayacán, el roble, laurel y otras maderas finas, que entre ellas dice la historia era resinosa y se llamaba balao (Yellow Palaus), lo que algunos creen que de allí se deriva el nombre del actual cantón Balao.
Otras versiones que han comunicado culturalmente desde sus ancestros, indican que vivieron en este hermoso lugar habitantes agrupados en una tribu denominada los Palaus, los cuales dieron nombre al actual cantón.
En realidad el origen del nombre, no está registrado basándose en un estudio científico, antropológico que demuestre técnicamente lo aseverado de generación en generación; con el transcurrir del tiempo la población fue creciendo con su gente nativa y la chola costeña.

## Historia
Balao históricamente fue un asentamiento poblacional rodeado de haciendas, los habitantes nativos o migrantes de áreas aledañas, vivían de la agricultura y la pesca. Balao aparece como poblado desde los años 1700, según contaba los moradores muy antiguos como Román Valle, Marcelino Sánchez, Celedonio Jaime entre otros, que en esos años ya existían algunas haciendas como La María, San José, La Victoria, Colon, Libertad, Tenguel entre otras, y sus primeros habitantes vivían de la agricultura y de la pesca.
Hasta el año de 1831 cuando el Sr. Corregidor de la Provincia del Guayas mandó a un inspector para que tome nota de lo que producía y comercializaba Balao porque los moradores le habían solicitado para que sea ascendido a Parroquia y según los archivos de Guayaquil el 19 de marzo de 1832 le dan a Balao el rango de parroquia del cantón Guayaquil, luego en el año de 1986 sus hijos lucharon para que Balao pase a formar parte de un nuevo cantón de la Provincia del Guayas, y es así que cada 17 de noviembre se celebra la cantonización de Balao, el cual fue creado con la Ley n.º 75 y publicada en el Registro Oficial n.º 812 del 17 de noviembre de 1987, donde constan sus límites claramente señalados por la Comisión Especial de Límites Internos de la República (CELIR), y desde esa fecha fue elegido el primer Concejo Cantonal.  Su primer alcalde fue el Dr. Lisímaco Martillo Landívar
Fue el resultado del potencial incremento productivo de Balao con la presencia del banano y el camarón. La parroquia con errores y aciertos fue abriéndose paso en los mercados nacionales e internacionales.

## Geografía
Balao se desarrolló en las riberas del Río Balao, por el cual navegan sus pobladores hasta su desembocadura al Canal de Jambelí. Está rodeado por haciendas bananeras y camaroneras que han limitado su expansión urbana durante la mayor parte de su vida administrativa. Cuenta con dos vías de acceso: Balao - San Carlos y Balao - Tenguel.  
Históricamente, el territorio del cantón Balao, ha sido afectado reiteradas ocasiones con inundaciones que afectan los sectores aledaños a los ríos, plantaciones y asentamientos poblacionales. Inundaciones causadas por fuertes precipitaciones y crecidas de los ríos y del nivel del mar. La cabecera cantonal es afectada por el desbordamiento del río Balao, causando daños materiales a las viviendas y obstrucción del sistema de alcantarillado sanitario y pluvial. Actualmente se han construido muros de gaviones que sirven de contención a lo largo del río en el tramo que pasa por la ciudad. Al subir el nivel del agua del río y por existir en la ciudad ciertos sectores bajos, se producen las inundaciones en la ciudad.

## Clima
Del mapa de tipos de climas podemos indicar que Balao tiene un clima Tropical megatérmico seco. Por su aproximada ubicación con relación al Canal de Jambelí, hace contar con dos corrientes bien marcadas como la de Humboldt que es fría conocida como verano que corresponde desde el mes de mayo hasta el mes de diciembre y la corriente del Niño que es cálida lluviosa y húmeda que se extiende desde el mes de diciembre hasta el mes de abril, el cual marcan dos periodos climáticos bien diferenciados, para visitar a Balao es necesario venir con ropa cómoda, repelente de mosquitos especialmente en los meses de lluvia.

## Gobierno y Política
La ciudad y el cantón Balao, al igual que las demás localidades ecuatorianas, se rige mediante el Gobierno Autónomo Descentralizado Municipal según lo estipulado en la Constitución de la República del Ecuador y en Código Orgánico de Ordenamiento Territorial, Autonomía y Descentralización (COOTAD), que establece la autonomía funcional, económica y administrativa de la Entidad. La Alcaldía de Balao es una entidad de gobierno seccional que administra el cantón de forma autónoma al gobierno central. La municipalidad está organizada por la separación de poderes de carácter ejecutivo representado por el alcalde, y otro de carácter legislativo conformado por los cinco miembros del concejo cantonal (Concejales Urbanos).

### Organización Territorial
Dentro de la Cabecera cantonal, se divide en los siguientes barrios y ciudadelas:
| Nombre                             |
| ---------------------------------- |
| Barrio Central                     |
| Ciudadela Miraflores               |
| Ciudadela Municipal Brisas del Mar |
| Santa Clara I                      |
| Santa Clara II                     |
| Ciudadela 17 de Noviembre          |
| Ciudadela San Jacinto              |
| Barrio Nuevo                       |
| Santa Teresita                     |
| Ciudadela Julio Loayza             |
| 2 de Agosto                        |
| 1.º de Mayo                        |
| 12 de Octubre                      |
| Pedro Amador Alicea                |

### Cobertura de servicios básicos
La cabecera cantonal, Balao, tiene una cobertura del 89 % en agua potable, un 86 % de hogares están conectados a la red de alcantarillado, y el 98 % de la ciudad cuenta con servicio de energía eléctrica de acuerdo a la información del Censo de Población y Vivienda del año 2010. En cuanto a la recolección de desechos sólidos la cabecera cantonal tiene una cobertura del 100% de este servicio y el sector rural del 72.53 %.
A nivel cantonal, la telefonía móvil presenta el 69,05 % de disponibilidad en el sector urbano versus el 30,95 % que no posee.

### Transporte público
El Terminal Terrestre de Balao aloja a dos cooperativas de buses y la Cooperativa de Transporte Mixto 17 de Noviembre que lleva pasajeros y carga hasta el Recinto San Carlos. En Balao operan dos cooperativas de buses grandes de 40 pasajeros promedio, es la 16 de Junio, que cubre las rutas Balao-Guayaquil-Balao, Balao-Tenguel-Balao, Balao-Naranjal-Balao, con frecuencias cada 20 minutos desde las 04:20 hasta las 17:40, transportando a un aproximado de 500 pasajeros/día en la ruta Guayaquil-Naranjal-Guayaquil, ruta y frecuencia que cumple con las expectativas de los usuarios de la cabecera cantonal; y la Cooperativa Centinela del Sur que cubre la ruta Balao - Tenguel - El Guabo - Machala, con frecuencia cada 60 minutos. 

### Salud
Para la cobertura en salud de la población, el Gobierno Central, a través del Ministerio de Salud Pública, administra el Centro de Salud Balao, un centro tipo B que da atención 8 horas al días. Además, el Gobierno Autónomo Descentralizado Municipal de Balao, abre las puertas de su Dispensario Municipal para la atención al público, brindando servicios de Medicina General y Ginecología desde las 8h00 hasta las 18h00.

### Educación
- Unidad Educativa Sabino Eipacio Rosales
- Unidad Educativa Balao
- Unidad Educativa Rosa Amada Espinoza
- Unidad Educativa Miraflores

## Turismo

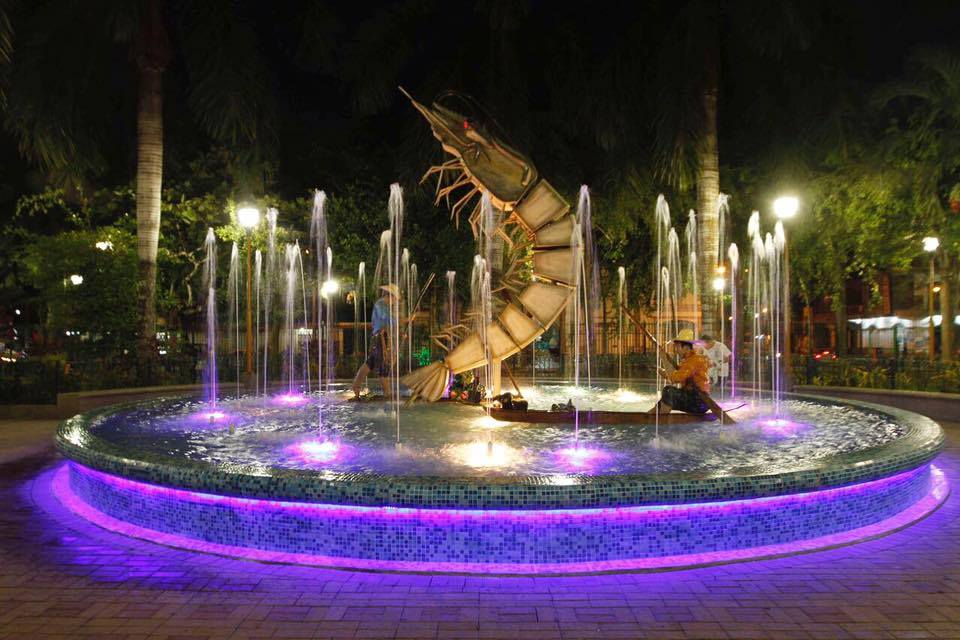
Pileta ubicada en el parque central

Balao ha dado un salto al desarrollo con el embellecimiento de los sectores céntricos, el Parque Central posee una vegetación atractiva con grandes palmeras, con área de juegos para los niños, además de la pileta ubicada en el centro del parque. Así mismo, se pueden visitar el Parque de la ciudadela Julio Loayza, el Parque de la ciudadela Miraflores o caminar por la calzada de la Avenida la Paz.del poblado. El Parque Central

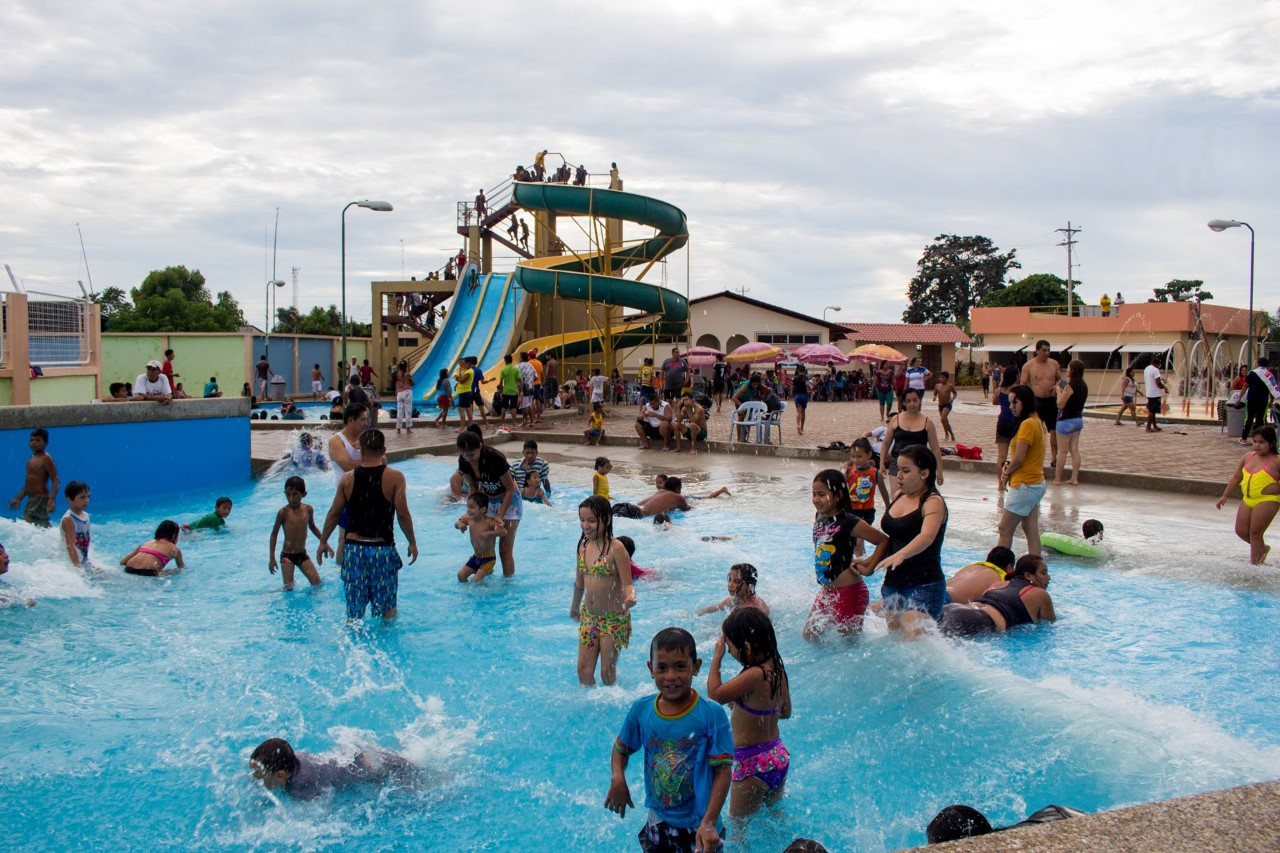
Parque acuático de Balao

El Parque Acuático Balao tiene una capacidad para 2000 visitantes. Cuenta con piscina de olas, toboganes y se ha convertido en la principal atracción para pasar el carnaval. Junto al parque se encuentra La Playa de las Palomas, a la rivera del Río Balao. El lugar de preferencia de los balaoenses para pasar domingos soleados. En tiempos de alta concurrencia, se colocan cabañas de venta de cocteles, platos gastronómicos, comida rápida junto con la animación de Dj's locales.
Balao ofrece la oportunidad de conocer el bosque de manglar, colonias de aves acuáticas, observar aves playeras migratorias y aprender de las faenas de pesca artesanal de la concha y el Cangrejo Rojo (Ucides Occidentalis). El río Balao es la vía de acceso fluvial por la cual se accede a estos atractivos turísticos. Las asociaciones de cangrejeros y pescadores suelen proveer de paseos a los sitios turísticos en sus embarcaciones de trabajo. La visita a los sitios turísticos se realiza vía marítima saliendo desde Puerto Balao, pero también desde el malecón de Balao durante la época invernal. En temporada de carnaval se pueden dar paseos en bote a lo largo del Río. El Playón II es una playa virgen de arena blanca que se encuentra cerca de la desembocadura del río Gala, que se encuentra aproximadamente a 1 km de Berna, a la cual se puede acceder vía marítima. 

### Gastronomía

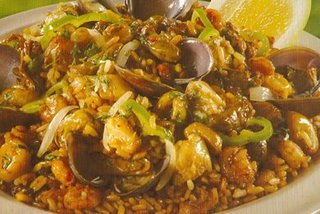
Arroz marinero

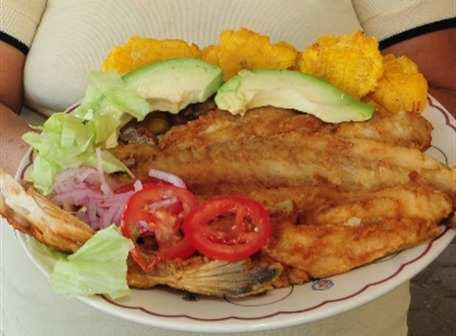
Pescado frito

Por encontrarse geográficamente al pie del Canal de Jambelí, tiene mucha influencia con la pesca de distintos mariscos, por esa razón existe una gran variedad de preparación de platos típicos, que los puede saborear en el patio de comida del Mercado Municipal o en los distintos restaurantes de la ciudad, escogiendo el menú al deleite de los paladares más exigentes, ya que pueden escoger entre lo ricos ceviches de concha, pescado, camarón, calamar o mixtos, sancocho de bagre negro, sopa marinera, chupe de pescado, caldo de albóndigas de almejas, caldo de cangrejo, arroz con concha, arroz marinero, arroz con camarón, arroz con calamar, arroz con pescado frito, sudado de pescado, ensalada de cangrejo, arroz con cangrejo, cangrejo frito que estas delicias son cocinadas por personas experimentadas en la preparación de estos platos y para los que gustan de la carne de res y de aves, pueden encontrar casi todo tipo de comida preparada con estos tipos de carnes, así que la persona que visite Balao puede irse satisfecho de haber saboreado la buena comida típica de la costa ecuatoriana.
Una vez al año, la Alcaldía de balao promueve el Festival Gastronómico donde el plato principal es la Ensalada de Cangrejo. En el 2017, unas 350 libras del crustáceo fueron usadas para preparar la ensalada de cangrejo más grande del Guayas, en la Plazoleta del Malecón de Balao.

## Cultura y Tradiciones
- Entre las festividades más importantes se destaca las fiestas patronales de Balao (Virgen del Rosario 7 de octubre y San Antonio Padua 13 de junio), esta celebración se la efectúa en la calle Comercio (calle principal al pie del Municipio). Se realizan novenas, una procesión, la quema del castillo (juegos pirotécnicos) y las de  presentación de curiquingues.
- 17 de noviembre se celebra el aniversario de la cantonización de Balao, es la festividad más importante del cantón. Ese día se realizan pregones y desfiles de barrios, comunidades, conjunto de danzas y finalmente empiezan los juegos pirotécnicos, señal del inicio de las fiestas de cantonización.

A diferencia de los sectores de los recintos donde hay una significativa inmigración azuaya, la cabecera cantonal presenta rasgos culturales y sociales de las culturas Chonos, Punáes y Manteño – Huancavilcas. Sin embargo, una de las tradiciones que se ha arraigado en la población, es la danza curiquingue, lleno de folklor, niños y adultos se disfrazan de estas aves y realizan este baile manteniendo viva la historia.